# Хрватски демократски савез Славоније и Барање
Хрватски демократски савез Славоније и Барање (скраћено: ХДССБ) је парламентарна политичка партија у Хрватској благо конзервативно али и јасно регионално усмерена. У Хрватском сабору има шест посланика а у Европском парламенту једног посланика-посматрача.
Странка делује на подручју Славоније и Барање и то у пет хрватских жупанија: Осјечко-барањска, Бродско-посавска, Пожешко-славонска, Вуковарско-сријемска и Вировитичко-подравска.

## Политички профил
У Програму наводи се сврха странке: окупљање, ангажовање и политичко деловање грађана у складу с циљевима и програмима свеколиког напретка регије Славоније и Барање, те обликовања и изражавања политичких, социјалних, економских, националних, културних, образовних и еколошких уверења и циљева те других интереса тог подручја, унутар Републике Хрватске, с циљем повећања квалитета живљења на подручју Славоније и Барање. У свом програму обележавају следеће функције и усмерења: регионална, национална, проевропска и демократска.
У привредној политици посебно истичу начело социјално-тржишне привреде и политику регионалног привредног развоја посебно подручја од посебне државне бриге и неразвијених подручја регије.

## Историја
Странка је основана након политичког разлаза суоснивача и дугодишњег политичара Хрватске демократске заједнице Бранимира Главаша и председника ХДЗ-а Иве Санадера 2005. године.
Повод за разлаз било је неуврштење инвестиционих пројеката из државног буџета за развој Славоније и Барање. Бранимир Главаш оснива независну листу за градско веће Осијека и скупштину Осјечко-барањске жупаније те добија подршку готово целокупне организације Хрватске демократске заједнице и Младежи ХДЗ-а у тој жупанији. На изборима за оба представничка тела односи победу (жупанија: 27%, град: 25%), а ХДЗ мора да поднесе тешки пораз (жупанија: 14%, град 8%). Заједно са Хрватском странком права ступа у коалицију и његова листа добија жупана, а ХСП градоначелника Анту Ђапића.
Након избора долази до оснивања Хрватског демократског сабора Славоније и Барање (ХДССБ). На поновљеним изборима за градско веће Пожега и Славонског Брода његова странка успе улазак у већа. У пролеће 2007. године због политичког сукоба са Антон Ђапићем око финансирања спортске дворане раскида се коалиција, те се два пута понављају избори за градско веће.
На парламентарним изборима 2007. године Странка у четвртој и петој изборној јединици осваја три посланичка места и постаје парламентарна странка са сопственим клубом посланика.
На седмим парламентарним изборима одржаним крајем 2011. годин Странка је освојила шест мандата. Посланик Јосип Салапић је прешао у Странку из ХДЗ-а те су добили и седми мандат.